# 高比良渚
高比良 渚（たかひら なぎさ、1991年9月5日- ）は日本のモデル、イベントコンパニオンである。

## 来歴
- 2013年頃からモデルやイベントコンパニオンとして活動を開始する。
- 2014年のSUPER GTにて、GT500クラスLEXUS TEAM PETRONAS TOM'S RC Fのレースクイーンである「jms GARAGE GIRLS」としてレースクイーンデビューを果たす。2014年4月5日に行われた岡山国際サーキットの開幕戦でのjms GARAGE GIRLSのデビューは、事前告知なしのサプライズ公開であった[3]。

## 人物
- 趣味は買い物、ボディケア、食べる事、コスメ集め、ダンス。
- 特技は料理。
- 普段はバスガイドとして勤務している。
- 妹が1人おり、妹もレースでグリッドガールを務めたことがある[4]。

## 主な活動

### レースクイーン
- SUPER GT
  - 2014年：「LEXUS TEAM PETRONAS TOM'S RC F　jms GARAGE GIRLS」（相方は吉江幸貴）
  - 2015年：「LEXUS TEAM PETRONAS TOM'S RC F　jms GARAGE GIRLS」（相方は吉江幸貴）
- FIA 世界耐久選手権
  - 2014年：「TOYOTA　グリッドガール」（※応募による参加で、富士スピードウェイでの10月11日 - 12日の第5戦のみ）

### イベント
- 東京オートサロン
  - 「TOYOTA GAZOO Racingブース」 イベントコンパニオン（2014年）
  - 「2015 LEGEND OF TUNING CARブース」 J-GIRLS in LEGEND OF TUNING CAR（2015年）

## 外部サイト
- 高比良渚 オフィシャルブログ『NAGY BLOG ~今日もなぎぃに、 とーまれっ♡~』 Powered by Ameba（2014年3月24日～）
- 高比良渚 NagisaTakahira on Twitter
- 高比良渚 (i.am.nagisa.t) - Facebook

- ティースタイルマネージメント｜高比良渚
- Qブロ！レースクイーン情報ポータルサイト　最強RQ図鑑|高比良渚